# Robert Triptow
Robert Triptow (né le 10 mai 1952 à Salt Lake City) est un écrivain et artiste américain. Il est connu pour avoir créé des comics sur le thème de l'homosexualité et de la bisexualité et pour avoir contribué à Gay Comix (en) dans les années 1980. Lee Marrs, pionnière du genre comix underground, le décrit comme « le dernier auteur du mouvement des comics underground ».

## Biographie
Installé depuis longtemps à San Francisco, Robert Triptow fait partie des premiers rédacteurs de l'anthologie Gay Comics, publié par Kitchen Sink Press, dès le no 2. Il prend la suite d'Howard Cruse pour la série et exerce son art dans les numéros 5 à 13 (1984–1991). À cette époque, il participe à l'anthologie Gay Comics, publiée en 1989, l'un des premiers ouvrages historiques sur le sujet qui remporte le premier Lambda Literary Award dans la catégorie « humour ». Aux côtés de Trina Robbins et Bill Sienkiewicz, Triptow participe aussi à Strip AIDS, anthologie publiée en 1988 dans un objectif de sensibilisation et de levée de fonds en faveur de la recherche contre le VIH.
En tant que journaliste, Triptow participe à The Advocate (LGBT magazine), Bay Area Reporter (en), Frontiers (magazine) (en), The Sentinel et d'autres parutions LGBT de la Côte ouest.
En 2015, il livre Class Photo, un roman graphique où il imagine, sur un ton ironique, de brèves biographies pour les personnages figurant dans une photo de classe en 1937.

## Publications

### Livres
- Gay Comics (ed.). New York: Plume; New American Library, 1989. 120p.  (ISBN 0-452-26229-1)
- Strip AIDS: A Collection of Cartoon Art to Benefit People With AIDS. (ed. with Trina Robbins & Bill Sienkiewicz). San Francisco: Last Gasp, 1988.  (ISBN 978-0-86719-373-2)
- Class Photo. Seattle: Fantagraphics, 2015. 64p.  (ISBN 978-1-60699-886-1)

### Participations
En sus de Gay Comix, ses œuvres sont parues dans :
- Robert Kirby et David Kelly (2008) : The Book of Boy Trouble 2: Born to Trouble, Green Candy Press.  (ISBN 1-931160-65-1).
- Jennifer Camper (2007) : Juicy Mother 2: How They Met, Manic D Press (en).  (ISBN 978-1-933149-20-2)
- Jennifer Camper (2005) : Juicy Mother Soft Skull Press.  (ISBN 1-932360-70-0)
- Roberta Gregory (2004) : Naughty Bits #40, Fantagraphics.
- Roberta Gregory (1999) : Naughty Bits #28, Fantagraphics.
- Roberta Gregory (1998) : Naughty Bits #27, Fantagraphics.
- Kinney, Jay, editor (1993) : Young Lust #8, Last Gasp,  (ISBN 0-86719-253-4).
- Bocage, Angela (1993) : Real Girl #6, Fantagraphics, ASIN B000IQUH6S.
- Bocage, Angela (1991) : Real Girl #2, Fantagraphics.
- Bocage, Angela (1990) : Real Girl #1, Fantagraphics, ASIN B000KSA71O.
- Trina Robbins (1990) : Choices: a pro-choice benefit comic anthology for the National Organization for Women, Angry Isis Press, ASIN: B002E5WBKG.
- Winston Leyland(1986) : Meatmen (comics) (en) #1, G. S. Press.

## Distinctions
- 1990 : Premier Lambda Literary Award catégorie « humour », pour l'anthologie Gay Comics (1989).
- 1989 : Special Achievement Award au Comic-Con pour Strip AIDS U.S.A.